# Conferencias de las Naciones Unidas sobre el cambio climático
La Conferencia de las Partes de la Convención de las Naciones Unidas sobre el Cambio Climático (COP), es el órgano supremo de la Convención Marco de las Naciones Unidas sobre el Cambio Climático (CMNUCC). Se reúne anualmente para llevar a cabo la evaluación del progreso en torno al combate al cambio climático y las negociaciones el desarrollo del marco normativo internacional en materia de cambio climático. 
Las COP se crearon junto con el CMNUCC. Su primera sesión se celebró en 1995 en Berlín y luego se han ido organizando cada año.Desde 2005 la Conferencia de las Partes sirve como Reunión de las Partes del Protocolo de Kiotoy desde 2016 la Conferencia de las Partes sirve como Reunión de las Partes del Acuerdo de París. 

## Conferencias Celebradas

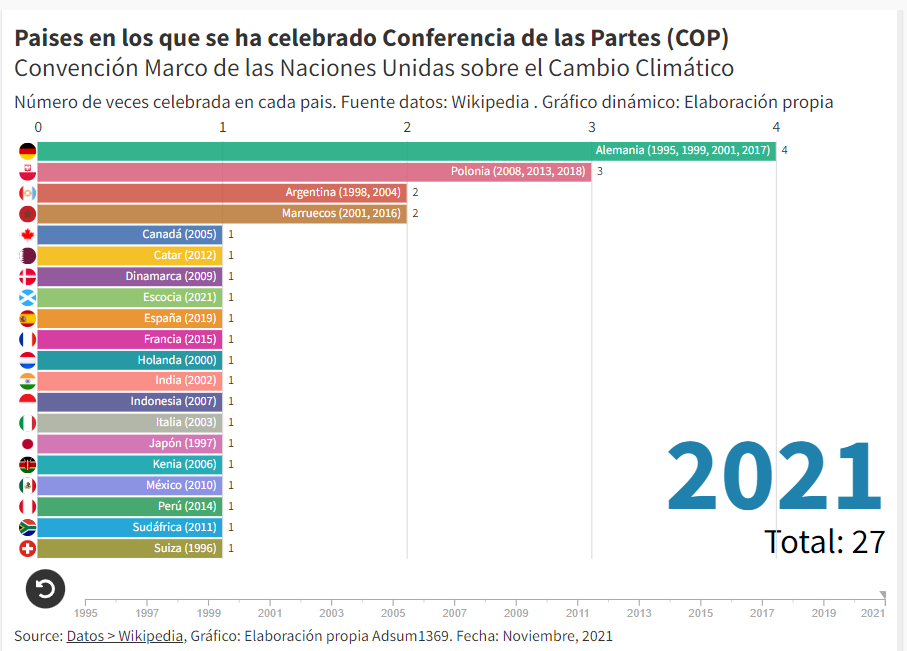
Resumen de Conferencias COP por países, fechas y frecuencia [https://public.flourish.studio/visualisation/7815510/ (ver gráfico interactivo)

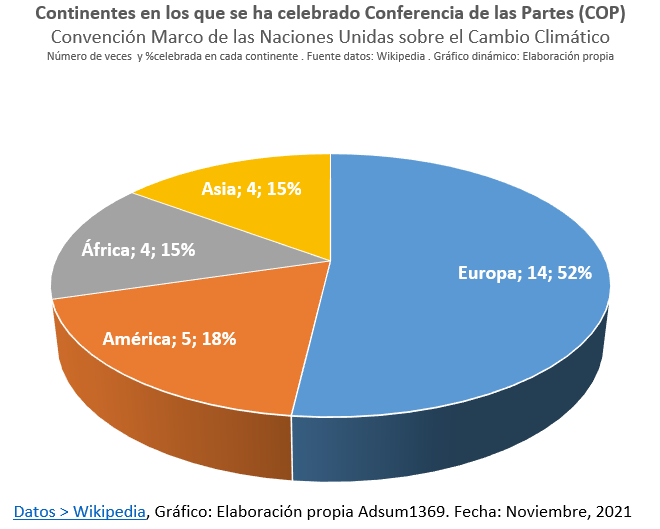
Resumen de las COP por continentes y frecuencia

Se han celebrado 29 COPs, en principio, la sede de la Conferencia es Bonn, Alemania, a menos que alguna de las Partes reciba a la Conferencia, lo cual es práctica común.
Hasta el momento solo 4 países han sido sede más de una vez: Alemania (4), Polonia (3), Argentina (2) y Marruecos (2).
| Sede                          | Sesión  | Conferencia                                                               |
| ----------------------------- | ------- | ------------------------------------------------------------------------- |
| Berlín, Alemania              | COP 1   | Conferencia de Berlín sobre el Cambio Climático - Marzo 1995              |
| Ginebra, Suiza                | COP 2   | Conferencia de Ginebra sobre el Cambio Climático - Julio 1996             |
| Kioto, Japón                  | COP 3   | Conferencia de Kioto sobre el Cambio Climático - Diciembre 1997           |
| Buenos Aires, Argentina       | COP 4   | Conferencia de Buenos Aires sobre el Cambio Climático - Noviembre 1998    |
| Bonn, Alemania                | COP 5   | Conferencia de Bonn sobre el Cambio Climático - Octubre 1999              |
| La Haya, Países Bajos         | COP 6   | Conferencia de La Haya sobre el Cambio Climático - Noviembre 2000         |
| Bonn, Alemania                | COP 6-2 | Conferencia de Bonn sobre el Cambio Climático - Julio 2001                |
| Marrakesh, Marruecos          | COP 7   | Conferencia de Marrakesh sobre el Cambio Climático - Octubre 2001         |
| Nueva Delhi, India            | COP 8   | Conferencia de Nueva Dehli sobre el Cambio Climático - Octubre 2002       |
| Milán, Italia                 | COP 9   | Conferencia de Milán sobre el Cambio Climático - Diciembre 2003           |
| Buenos Aires, Argentina       | COP 10  | Conferencia de Buenos Aires sobre el Cambio Climático - Diciembre 2004    |
| Montreal, Canadá              | COP 11  | Conferencia de Montreal sobre el Cambio Climático - Diciembre 2005        |
| Nairobi, Kenia                | COP 12  | Conferencia de Nairobi sobre el Cambio Climático - Noviembre 2006         |
| Bali, Indonesia               | COP 13  | Conferencia de Bali sobre el Cambio Climático - Diciembre 2007            |
| Poznan, Polonia               | COP 14  | Conferencia de Poznan sobre el Cambio Climático - Diciembre 2008          |
| Copenhague, Dinamarca         | COP 15  | Conferencia de Copenhague sobre el Cambio Climático - Diciembre 2009      |
| Cancún, México                | COP 16  | Conferencia de Cancún sobre el Cambio Climático - Noviembre 2010          |
| Durbán, Sudáfrica             | COP 17  | Conferencia de Durbán sobre el Cambio Climático - Noviembre 2011          |
| Doha, Catar                   | COP 18  | Conferencia de Doha sobre el Cambio Climático - Noviembre 2012            |
| Varsovia, Polonia             | COP 19  | Conferencia de Varsovia sobre el Cambio Climático - Noviembre 2013        |
| Lima, Perú                    | COP 20  | Conferencia de Lima sobre el Cambio Climático - Diciembre 2014            |
| París, Francia                | COP 21  | Conferencia de París sobre el Cambio Climático - Noviembre 2015           |
| Marrakesh, Marruecos          | COP 22  | Conferencia de Marrakesh sobre el Cambio Climático - Noviembre 2016       |
| Bonn, Alemania                | COP 23  | Conferencia de Bonn sobre el Cambio Climático - Noviembre 2017            |
| Katowice, Polonia             | COP 24  | Conferencia de Katowice sobre el Cambio Climático - Diciembre 2018        |
| Madrid, España                | COP 25  | Conferencia de Madrid sobre el Cambio Climático - Diciembre 2019          |
| Glasgow, Reino Unido          | COP 26  | Conferencia de Glasgow sobre el Cambio Climático - Octubre-Noviembre 2021 |
| Sharm el-Sheikh, Egipto       | COP 27  | Conferencia de Sharm el-Sheikh sobre el Cambio Climático - Noviembre 2022 |
| Dubái, Emiratos Árabes Unidos | COP 28  | Conferencia de Dubái sobre el Cambio Climático - Noviembre 2023           |
| Bakú, Azerbaiyán              | COP 29  | Conferencia de Bakú sobre el Cambio Climático - Noviembre 2024            |
| Belém, Brasil                 | COP 30  | Conferencia de Belém sobre el Cambio Climático - 2025                     |

## Principales Resultados de las Sesiones

### 1995: COP1, Berlín, Alemania
La primera Conferencia de las Partes de la CMNUCC (COP1) tuvo lugar del 28 de marzo al 7 de abril de 1995 en Berlín, Alemania.

### 1996: COP2, Ginebra, Suiza
La COP2 tuvo lugar del 8 al 19 de julio de 1996 en Ginebra, Suiza. Se tomó nota de su declaración (pero no se adoptó) el 18 de julio de 1996, y reflejó una declaración de la posición de Estados Unidos presentada por Timothy Wirth, exsubsecretario de Asuntos Globales del Departamento de Estado de los Estados Unidos en esa reunión, que:
1. Aceptó los resultados científicos sobre el cambio climático ofrecidos por el Panel Intergubernamental sobre el Cambio Climático (IPCC) en su segunda evaluación (1995).
2. Rechazó las 'políticas armonizadas' uniformes en favor de la flexibilidad.
3. Llamada a 'objetivos a medio plazo legalmente vinculantes'.

### 1997: COP3, Kioto, Japón

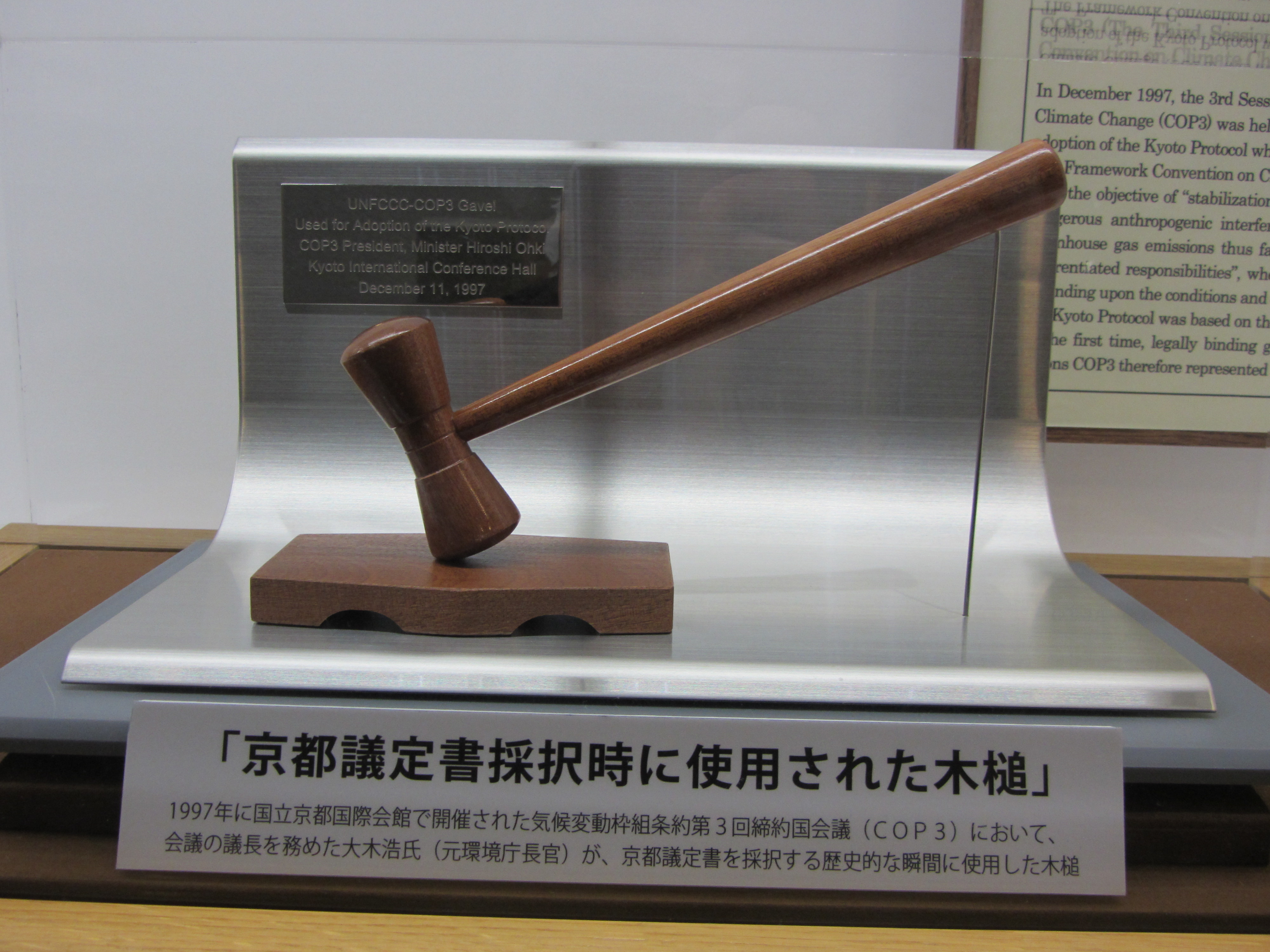
En la COP3 se adoptó el Protocolo de Kioto.

La COP3 tuvo lugar en diciembre de 1997 en Kioto, Japón. Después de intensas negociaciones, se adoptó el Protocolo de Kioto, que perfilaba la obligación de reducir las emisiones de gases de efecto invernadero para los países del Anexo I, junto con lo que se conoció como mecanismos de Kioto, como el comercio de emisiones, el mecanismo de desarrollo limpio y la implantación conjunta. La mayoría de los países industrializados y algunas economías en transición de Europa central (todas definidas como países del Anexo B) acordaron reducciones legalmente vinculantes en las emisiones de gases de efecto invernadero de un promedio del 6 al 8% por debajo de los niveles de 1990, entre los años 2008-2012, definidas como el primer período del presupuesto de emisiones. Se requeriría que Estados Unidos redujera sus emisiones totales un promedio del 7% por debajo de los niveles de 1990. Sin embargo, el Congreso no ratificó el tratado después de que Bill Clinton lo firmara. La administración Bush rechazó explícitamente el protocolo en 2001.

### 1998: COP4, Buenos Aires, Argentina
La COP4 tuvo lugar en noviembre de 1998 en Buenos Aires. Se esperaba que los asuntos sin resolver en Kioto se finalizaran en esta reunión. Sin embargo, la complejidad y dificultad de llegar a un acuerdo sobre estos temas no se pudieron superar, y en cambio, las partes adoptaron un 'Plan de Acción' a 2 años para avanzar en los esfuerzos y diseñar mecanismos para implementar el Protocolo de Kioto, que se debería completar en 2000. Durante la COP4 , Argentina y Kazajistán expresaron su compromiso de asumir la obligación de reducción de emisiones de gases de efecto invernadero, los primeros dos países no incluidos en el Anexo en hacerlo.

### 1999: COP5, Bonn, Alemania
La COP5 tuvo lugar entre el 25 de octubre y el 5 de noviembre de 1999, en Bonn, Alemania. Fue principalmente una reunión técnica y no se llegaron a alcanzar conclusiones importantes.

### 2000: COP6, La Haya, Holanda
La COP6 tuvo lugar del 13 al 25 de noviembre de 2000, en La Haya, Holanda. Las discusiones evolucionaron rápidamente hacia una negociación de alto nivel sobre los principales problemas políticos que incluían una gran controversia sobre la propuesta de 
Estados Unidos de permitir créditos de los 'sumideros' de carbono en bosques y tierras agrícolas que satisficieran una proporción importante de las reducciones de emisiones de Estados Unidos. Hubo desacuerdos sobre las consecuencias del incumplimiento por parte de países que no alcanzaron sus objetivos de reducción de emisiones y dificultades para resolver cómo los países en desarrollo podrían obtener asistencia financiera para hacer frente a los efectos adversos del cambio climático y cumplir con sus obligaciones de planificación, medida y posiblemente, reducción de las emisiones de gases de efecto invernadero. En las últimas horas de la COP6, a pesar de algunos compromisos acordados entre Estados Unidos y algunos países de la Unión Europea (UE), especialmente el Reino Unido, los países de la UE en su conjunto, liderados por Dinamarca y Alemania, rechazaron las posiciones de compromiso y las conversaciones en La Haya. Sorprendido, Jan Pronk, presidente de la COP6, la suspendió sin acuerdo, con la expectativa de que las negociaciones se reanudaran más adelante. Más tarde se anunció que las reuniones de la COP6 (denominadas 'COP6 bis') se reanudarían en Bonn, en la segunda quincena de julio. La próxima reunión programada regularmente de las partes en la CMNUCC, COP7, se había programado para Marrakech, Marruecos, en octubre-noviembre de 2001.

### 2001: COP6, Bonn, Alemania
Las negociaciones de la COP6 se reanudaron del 17 al 27 de julio de 2001, en Bonn, con pocos progresos en la resolución de las diferencias que habían producido un estancamiento en La Haya. Sin embargo, esta reunión tuvo lugar después de que George W. Bush se convirtiera en presidente de Estados Unidos y rechazara el Protocolo de Kioto en marzo de 2001. Como resultado, la delegación estadounidense en esta reunión se negó a participar en las negociaciones relacionadas con el Protocolo y decidió asumir el papel de observador en la reunión. Mientras las otras partes negociaban asuntos clave, se llegó a un acuerdo sobre la mayoría de los principales asuntos políticos, para sorpresa de la mayoría de los observadores, dadas las bajas expectativas que precedieron a la reunión. Los acuerdos incluyeron:
1. Mecanismos flexibles: 'Mecanismos de flexibilidad' que Estados Unidos habían favorecido fuertemente cuando se redactó inicialmente el Protocolo, incluido el comercio de emisiones, la implementación conjunta (JI) y el mecanismo de desarrollo limpio (MDL) que permite a los países industrializados financiar actividades de reducción de emisiones en países en desarrollo como alternativa a la reducción de emisiones domésticas. Uno de los elementos clave de este acuerdo fue que no habría un límite cuantitativo en el crédito que un país podría reclamar por el uso de estos mecanismos, siempre que la acción interna constituya un elemento significativo de los esfuerzos de cada país del Anexo B para cumplir sus objetivos.

1. Sumideros de carbono: Se acordó que se otorgaría crédito para diversas actividades que absorben carbono de la atmósfera o lo almacenan, incluida la gestión de bosques y tierras de cultivo, y la revegetación, sin un límite total en la cantidad de crédito que un país podría reclamar por las actividades de sumideros. En el caso de la gestión forestal, un Apéndice Z estableció límites  específicos para cada país del Anexo I. Por tanto, un límite de 13 millones de toneladas podría ser acreditado a Japón (que representa alrededor del 4% de sus emisiones del año base). Para la gestión de tierras de cultivo, los países podrían recibir crédito solo por incrementos de secuestro de carbono por encima de los niveles de 1990.
2. Cumplimiento: La acción final sobre los procedimientos y mecanismos de cumplimiento que abordarían el incumplimiento de las disposiciones del Protocolo se aplazó a la COP7, pero incluyó amplias líneas generales de consecuencias por no cumplir con los objetivos de emisiones que incluirían el requisito de 'compensar' el déficit de 1,3 toneladas a 1, suspensión del derecho a vender créditos para la reducción de emisiones excedentes, y un plan de acción de cumplimiento requerido para aquellos que no cumplan sus objetivos.
3. Financiación: Hubo acuerdo sobre el establecimiento de tres nuevos fondos para proporcionar asistencia a las necesidades asociadas con el cambio climático: (1) un fondo para el cambio climático que respaldara una serie de medidas climáticas; (2) un fondo para los países menos desarrollados para apoyar los Programas de Acción de Adaptación Nacional (NAPA); y (3) un fondo de adaptación del Protocolo de Kioto respaldado por una sobretasa de Mecanismo de desarrollo limpio (MDL) y contribuciones voluntarias.

Quedaron por negociar y acordar una serie de detalles operativos relacionados con estas decisiones, y estos fueron los principales problemas considerados en la reunión de la COP7 que la sucedió ese mismo año.

### 2001: COP7, Marrakech, Marruecos
En la reunión de la COP7 en Marrakech, Marruecos, del 29 de octubre al 10 de noviembre de 2001, los negociadores concluyeron el trabajo sobre el Plan de Acción de Buenos Aires, finalizando la mayoría de los detalles operacionales y preparando el escenario para que las naciones ratificaran el Protocolo de Kioto. El paquete completo de decisiones se conoce como los "Acuerdos de Marrakech". La delegación de Estados Unidos mantuvo su papel de observador y se negó a participar activamente en las negociaciones. Otras partes continuaron expresando su esperanza de que Estados Unidos volvería a participar en el proceso en algún momento y trabajaron para lograr la ratificación del Protocolo de Kioto por el número requerido de países para ponerlo en vigor (55 países necesitaban ratificarlo, incluidos aquellos que representaban el 55% de las emisiones de dióxido de carbono de los países desarrollados en 1990). La fecha de la Cumbre Mundial sobre el Desarrollo Sostenible 2002 (agosto-septiembre) se presentó como un objetivo para que el Protocolo de Kioto entrara en vigor. Esta Cumbre Mundial sobre el Desarrollo Sostenible (CMDS) se celebraría en Johannesburgo, Sudáfrica.
Las decisiones principales en la COP7 incluyeron:
1. Reglas operacionales para el comercio internacional de derechos de emisiones entre las partes del Protocolo y para el MDL y la implementación conjunta.
2. Régimen de cumplimiento que describía las consecuencias por el incumplimiento de los objetivos de emisiones, pero difirió a las partes al Protocolo, una vez que entrara en vigor, la decisión sobre si esas consecuencias serían legalmente vinculantes.
3. Procedimientos contables para los mecanismos de flexibilidad.
4. Decisión de considerar en la COP8 cómo lograr una revisión de la idoneidad de los compromisos que podrían llevar a discusiones sobre futuros compromisos de los países en vías de desarrollo.

### 2002: COP8, Nueva Delhi, India
La Conferencia de las Naciones Unidas sobre el Cambio Climático de 2002 fue la 8ª conferencia de las partes de la Convención Marco de las Naciones Unidas sobre el Cambio Climático (CMNUCC), COP8, que se realizó entre el 23 de octubre y el 1 de noviembre de 2002 en Nueva Delhi, India.
La conferencia adoptó la Declaración Ministerial de Delhi que, entre otras acciones, hizo una llamada a los esfuerzos de los países desarrollados para transferir tecnología y minimizar el impacto del cambio climático en los países en vías de desarrollo. También se aprobó el programa de trabajo de Nueva Delhi sobre el Artículo 6 de la Convención.

### 2003: COP9, Milán, Italia
La COP9 tuvo lugar del 1 al 12 de diciembre de 2003 en Milán. Las partes acordaron utilizar el Fondo de Adaptación establecido en la COP7 en 2001, principalmente para ayudar a los países en desarrollo a adaptarse mejor al cambio climático. El fondo también se utilizaría para el desarrollo de capacidades mediante la transferencia de tecnología. En la COP9, las partes también acordaron revisar los primeros informes nacionales presentados por 110 países no incluidos en el Anexo I.

### 2004: COP10, Buenos Aires, Argentina
La Conferencia de las Naciones Unidas sobre el Cambio Climático de 2004 se llevó a cabo entre el 6 y el 17 de diciembre de 2004 en Buenos Aires, Argentina. La conferencia incluyó la 10.ª Conferencia de las Partes (COP10) de la Convención Marco de las Naciones Unidas sobre el Cambio Climático (CMNUCC).
Las partes discutieron los avances logrados desde la primera Conferencia de las Naciones Unidas sobre Cambio Climático en 1995 y sus desafíos futuros, con especial énfasis en la mitigación y adaptación al cambio climático. En ésta COP se adoptó el Plan de Acción de Buenos Aires para promover que los países en desarrollo se adapten mejor al cambio climático.
La COP 10 tuvo lugar del 6 al 17 de diciembre de 2004. Se discutió el progreso realizado desde la primera Conferencia de las Partes hace 10 años y sus desafíos futuros, con especial énfasis en la mitigación y adaptación al cambio climático. Para promover una mejor adaptación de los países en desarrollo al cambio climático, se adoptó el Plan de Acción de Buenos Aires. Las partes también comenzaron a discutir el mecanismo post Kioto, sobre cómo asignar la obligación de reducción de emisiones después de 2012, cuando finalice el primer período de compromiso.

### 2005: COP11 / CMP1, Montreal, Canadá
La Conferencia de las Naciones Unidas sobre el Cambio Climático de 2005 se llevó a cabo entre el 28 de noviembre y el 9 de diciembre de 2005 en Montreal, Quebec, Canadá. La conferencia incluyó la undécima Conferencia de las Partes (COP11) de la Convención Marco de las Naciones Unidas sobre el Cambio Climático (CMNUCC), y fue la primera Reunión de las Partes (MOP1) del Protocolo de Kioto desde su reunión inicial en Kioto en 1997. Fue una de las conferencias intergubernamentales sobre cambio climático más importantes de la historia. El evento marcó la entrada en vigor del Protocolo de Kyoto el 16 de febrero de 2005. Con más de 10.000 delegados, siendo uno de los eventos internacionales más grandes de Canadá y la reunión más grande en Montreal desde la Expo 67. 

### 2006: COP12 / CMP2, Nairobi, Kenia
La COP12 / CMP2 tuvo lugar del 6 al 17 de noviembre de 2006 en Nairobi, Kenia. En la reunión, el periodista de la BBC, Richard Black, acuñó la frase 'turistas climáticos' para describir a algunos delegados que asistieron 'para ver África, tomar fotos de la vida salvaje y pobres o moribundos niños y mujeres africanas'. Black también señaló que debido a las preocupaciones de los delegados sobre los costos económicos y las posibles pérdidas de competitividad, la mayoría de las discusiones evitaron cualquier mención de reducción de emisiones. También concluyó que existía una desconexión entre el proceso político y el imperativo científico. A pesar de tales críticas, se hicieron ciertos avances, incluso en las áreas de apoyo a los países en desarrollo y el mecanismo de desarrollo limpio. Las partes adoptaron un plan de trabajo a cinco años para apoyar la adaptación al cambio climático por parte de los países en desarrollo, y acordaron los procedimientos y modalidades para el Fondo de Adaptación. También acordaron mejorar los proyectos para el mecanismo de desarrollo limpio.

### 2007: COP13 / CMP3, Bali, Indonesia
La COP 13 / CMP 3 tuvo lugar del 3 al 17 de diciembre de 2007, en Nusa Dua, en Bali, Indonesia. El acuerdo sobre un cronograma y una negociación estructurada sobre el marco posterior a 2012 (el final del primer período de compromiso del Protocolo de Kioto) se logró con la adopción del Plan de Acción de Bali (Decisión 1 / CP.13). El Grupo de trabajo especial sobre la acción cooperativa a largo plazo en virtud de la Convención (AWG-LCA) se estableció como un nuevo órgano subsidiario para llevar a cabo las negociaciones encaminadas a mejorar con urgencia la aplicación de la Convención hasta 2012 y más allá. La Decisión 9 / CP.13 es una enmienda al programa de trabajo de Nueva Delhi. Estas negociaciones tuvieron lugar durante 2008 (que condujo a la COP14 / CMP4 en Poznan, Polonia) y 2009 (que condujo a la COP15 / CMP5 en Copenhague).
Durante la COP13, varias ONG salieron de la Red de Acción por el Clima para formar un nuevo movimiento llamado ¡Justicia Climática Ahora! con una orientación significativamente más crítica del sistema.

### 2008: COP14  /CMP4, Poznan, Polonia
La COP14 / CMP4 tuvo lugar del 1 al 12 de diciembre de 2008 en Poznan, Polonia. Los delegados acordaron los principios para la financiación de un fondo para ayudar a las naciones más pobres a hacer frente a los efectos del cambio climático y aprobaron un mecanismo para incorporar la protección forestal en los esfuerzos de la comunidad internacional para combatir el cambio climático.
Las negociaciones sobre un sucesor del Protocolo de Kioto fueron el foco principal de la conferencia.

### 2009: COP15 / CMP5, Copenhague, Dinamarca
La COP15 tuvo lugar en Copenhague, Dinamarca, del 7 al 18 de diciembre de 2009. El objetivo general de la conferencia fue establecer un ambicioso acuerdo mundial sobre el clima para el período posterior a 2012, cuando expira el primer compromiso del  Protocolo de Kioto. Sin embargo, el 14 de noviembre de 2009, el New York Times anunció que 'el presidente Obama y otros líderes mundiales habían decidido posponer la difícil tarea de llegar a un acuerdo sobre el cambio climático... acordando en cambio hacer que la misión de la conferencia de Copenhague fuese alcanzar un acuerdo menos específico 'políticamente vinculante' que despejaría los problemas más difíciles al futuro'. Ministros y funcionarios de 192 países participaron en la reunión de Copenhague, además de gran número de organizaciones de la sociedad civil. Como muchos países industrializados del Anexo 1 fueron reacios a cumplir los compromisos del Protocolo de Kioto, se llevó a cabo una gran parte del trabajo diplomático hasta la COP15 que sentara las bases para un acuerdo posterior a Kioto  .
La conferencia no logró un acuerdo vinculante para una acción a largo plazo. Un 'acuerdo político' de 13 párrafos fue negociado por aproximadamente 25 partes, incluyendo EE. UU. y China, pero la COP solo lo 'anotó', ya que se consideró un documento externo, no negociado dentro del proceso de la CMNUCC. El acuerdo fue notable en el sentido de que se refería a un compromiso colectivo de los países desarrollados para obtener recursos nuevos y adicionales, incluidos los forestales y las inversiones a través de instituciones internacionales, que deben alcanzar 30 mil millones de dólares para el período 2010-2012. Las opciones a más largo plazo sobre financiación climática mencionadas en el acuerdo fueron discutidas en el Grupo Asesor de Alto Nivel sobre Financiación Climática del Secretario General de las Naciones Unidas, que debían informarse en noviembre de 2010. Las negociaciones sobre la extensión del Protocolo de Kioto tuvo problemas sin resolver, al igual que las negociaciones en un marco para la acción cooperativa a largo plazo. Los grupos de trabajo en estas vías para las negociaciones deben informar a la COP16 y CMP6 en México.

### 2010: COP16 / CMP6, Cancún, México
La COP16 se celebró en Cancún, México, del 28 de noviembre al 10 de diciembre de 2010. El resultado de la cumbre fue un acuerdo adoptado por las partes de los Estados que exigían un 'Fondo Verde para el Clima' de 100.000 millones de dólares por año, y una red y 'Centro de Tecnología del Clima'. Sin embargo, no se llegó a acordar la financiación del Fondo Verde para el Clima. Tampoco se acordó un compromiso con un segundo período del Protocolo de Kioto, pero se concluyó que el año base será 1990 y los potenciales de calentamiento global serán los proporcionados por el Grupo Intergubernamental de Expertos sobre el Cambio Climático (IPCC).
Las partes, 'Reconociendo que el cambio climático representa una amenaza urgente y potencialmente irreversible para las sociedades humanas y el planeta, por tanto requiere ser abordado con urgencia por todas las Partes'. Reconoce el objetivo del Cuarto Informe de Evaluación del IPCC de un calentamiento global máximo de 2 °C y todas las partes deben tomar medidas urgentes para alcanzar este objetivo. También acordó que las emisiones de gases de efecto invernadero deberían alcanzar su punto máximo tan pronto como sea posible, pero reconociendo que el marco de tiempo para alcanzar su punto máximo será más largo en los países en vías de desarrollo, ya que el desarrollo social y económico y la erradicación de la pobreza son las principales prioridades de estos países.

### 2011: COP 17 / CMP7, Durban, Sudáfrica
La COP17 se celebró en Durban, Sudáfrica, del 28 de noviembre al 9 de diciembre de 2011. La conferencia acordó iniciar las negociaciones sobre un acuerdo legalmente vinculante que incluyera a todos los países, que se adoptará en 2015 y que regirá el período posterior a 2020. También se avanzó en la creación de un Fondo Verde para el Clima (GCF) para el que se adoptó un marco de gestión. El fondo distribuirá 100 mil millones de dólares por año para ayudar a los países pobres a adaptarse a los impactos climáticos.
Si bien la presidenta de la conferencia, Maite Nkoana-Mashabane, declaró que fue un éxito, los científicos y los grupos ambientalistas advirtieron que el acuerdo no era suficiente para evitar el calentamiento global más allá de los 2 °C, ya que se necesitan medidas más urgentes.

### 2012: COP18 / CMP8, Doha, Catar
Catar acogió la COP18 que tuvo lugar en Doha, del 26 de noviembre al 7 de diciembre de 2012. La Conferencia produjo un paquete de documentos colectivamente titulado El portal del clima de Doha (The Doha Climate Gateway).
Los documentos contenían principalmente la Enmienda de Doha al Protocolo de Kioto (para aceptarse antes de entrar en vigor) que presenta un segundo período de compromiso que se extiende de 2012 a 2020 y tiene un alcance limitado al 15% de las emisiones mundiales de dióxido de carbono debido a la falta de compromiso de Japón, Rusia, Bielorrusia , Ucrania y Nueva Zelanda (tampoco Estados Unidos y Canadá, que no son partes del Protocolo en ese período) y debido al hecho de que los países en desarrollo como China (el mayor emisor del mundo), India y Brasil no están sujetos a reducciones de emisiones bajo el Protocolo de Kioto.
La conferencia hizo pocos progresos en cuanto a la financiación del Fondo Verde para el Clima.
Polonia frenó a la UE, insistiendo en su derecho a quemar sus enormes reservas de carbón y se negaba a firmar la extensión del protocolo de Kioto hasta que la UE le asegurara que recibiría un tratamiento flexible sobre los recortes de emisiones. Rusia, Bielorrusia y Ucrania retrasaron aún más el final de la conferencia con una discusión sobre el llamado 'aire caliente': los permisos de contaminación que se les dieron para permitir que sus industrias pesadas prosperasen. Aunque estas industrias se desplomaron, Polonia y Rusia insistieron en que, dado que sufrieron problemas económicos durante el desplome, se les debería permitir agotar los permisos de contaminación a medida que sus economías volviesen a crecer.

### 2013: COP 19 / CMP 9, Varsovia, Polonia
La COP 19 fue la decimonovena sesión anual de la Conferencia de las Partes (COP) de la Convención Marco de las Naciones Unidas sobre el Cambio Climático (CMNUCC) de 1992 y la novena sesión de la Reunión de las Partes (CMP) del Protocolo de Kioto de 1997 (el protocolo fue desarrollado bajo la carta de la CMNUCC). La conferencia se celebró en Varsovia, Polonia, del 11 al 23 de noviembre de 2013.

### 2014: COP 20 / CMP 10, Lima, Perú
Del 1 al 12 de diciembre de 2014, Lima, Perú, acogió la vigésima sesión anual de la Conferencia de las Partes (COP) de la Convención Marco de las Naciones Unidas sobre el Cambio Climático (CMNUCC) de 1992 y la décima sesión de la Reunión de las Partes (CMP) al Protocolo de Kioto de 1997 (el protocolo se desarrolló bajo la carta de la CMNUCC). La conferencia previa a la COP se realizó en Venezuela.

### 2015: COP 21 / CMP 11, París, Francia
La COP 21 se celebró en París del 30 de noviembre al 12 de diciembre de 2015. Las negociaciones dieron como resultado la adopción del Acuerdo de París el 12 de diciembre, que rige las medidas de reducción del cambio climático a partir de 2020. La adopción de este acuerdo puso fin al trabajo de la plataforma Durban, establecida durante la COP17. El acuerdo entrará en vigor (y, por lo tanto, será completamente efectivo) el 4 de noviembre de 2016. El 4 de octubre de 2016 se alcanzó el umbral de adopción con más de 55 países que representan al menos el 55% de las emisiones mundiales de gases de efecto invernadero que ratificaron el Acuerdo.

### 2016: COP 22 / CMP 12 / CMA 1, Marrakech, Marruecos
La COP 22 se celebró en Marrakech, en el país de África del Norte de Marruecos, del 7 al 18 de noviembre de 2016. Un tema central de la COP 22 fue la escasez de agua, la limpieza del agua y la sostenibilidad relacionada con el agua.
Antes del evento, Charafat Afailal, Ministro a cargo del agua de Marruecos y Aziz Mekouar, Embajador de la COP 22 para las negociaciones multilaterales, presidieron una iniciativa especial sobre el agua. Otro tema central fue la necesidad de reducir las emisiones de efecto invernadero y utilizar fuentes de energía bajas en carbono. El Sr. Peter Thomson, Presidente de la Asamblea General de la ONU, pidió la transformación de la economía global en todos los sectores para lograr una economía global con bajas emisiones.

### 2017: COP 23 / CMP 13 / CMA 1-2, Bonn, Alemania
La COP 23 se celebró del 6 al 17 de noviembre de 2017. El viernes 18 de noviembre de 2016, al final de la COP 22, el presidente de la COP 23 de Fiyi anunció que la COP 23 se llevaría a cabo en Bonn, Alemania. (COP 23 / CMP 13).
El primer ministro de Fiyi y presidente entrante de la COP 23, Frank Bainimarama, lanzó el 13 de abril el logotipo de la Conferencia de las Naciones Unidas sobre el cambio climático de ese año, que se celebró en el campus de la ONU, Bonn, en noviembre.

### 2018: COP 24 / CMP 14 / CMA 1-3, Katowice, Polonia
La COP 24 se celebró del 3 al 14 de diciembre de 2018 en Katowice, Polonia.
La visión del gobierno polaco para la presidencia establece que la organización de la COP 24 brindará una oportunidad para convencer a otros países de que Polonia no obstaculiza el proceso de abordar el peligroso cambio climático y que Polonia es uno de los líderes de este proceso.

### 2019: OS50, Bonn, Alemania
La Conferencia de Cambio Climático de los Órganos Subsidiarios de la CMNUCC se convocó en Bonn, Alemania, del 17 al 27 de junio de 2019.

### 2019: COP 25 / CMP 15 / CMA 2, Madrid, España
La 25.ª sesión de la Conferencia de las Partes (COP 25) de la CMNUCC se planeó del 11 al 22 de noviembre de 2019 en Brasil. Tras la elección como presidente de Brasil, Jair Bolsonaro retiró a Brasil de ser el anfitrión del evento.
Luego, se planeó que la COP 25 se llevara a cabo en el Parque Bicentenario Cerrillos en Santiago de Chile, Chile, del 2 al 13 de diciembre con un período previo al período de sesiones del 26 de noviembre al 1 de diciembre de 2019 con la asistencia programada de hasta 25,000 delegados. Sin embargo, después de las protestas chilenas de 2019, el presidente chileno Sebastián Piñera anunció la retirada de Chile de ser sede de la cumbre a fines de octubre de 2019. La secretaria ejecutiva del Cambio Climático de la ONU, Patricia Espinosa, declaró que los organizadores estaban "explorando opciones alternativas de hospedaje". Entonces España ofreció, y fue nombrado, como el nuevo anfitrión.

### 2021: COP 26 / CMP 16 /CMA 3, Glasgow, Escocia, Reino Unido
La COP 26 tenía lugar del 9 al 19 de noviembre de 2020, en Glasgow, Reino Unido, pero se pospuso del 1 al 12 de noviembre de 2021 debido a la Pandemia de COVID-19.

### 2022: COP 27 / CMP 17 /CMA 4, Sharm El Sheikh, Egipto
Originalmente, se esperaba que la COP 27 tuviera lugar en noviembre de 2021, pero se trasladó a 2022 debido a la reprogramación de la COP 26 de 2020 a 2021. Está previsto que tenga lugar en Sharm El Sheikh, Egipto.
La COP 27 fue fuertemente criticada por Jerome Foster II, Elijah McKenzie-Jackson, y organizaciones de derechos humanos por ser acogida en Egipto, debido al pobre historial de este país en materia de derechos humanos, especialmente los relacionados con la comunidad LGBTQ+. Human Rights Watch ha registrado palizas policiales arbitrarias a personas LGBT y ha señalado que esto forma parte de una política coordinada para perseguir a las personas LGBT en Egipto, que, en opinión de Human Rights Watch, está probablemente dirigida por altos funcionarios del gobierno. Amnistía Internacional pidió a los gobiernos que participaban en la COP 27 que aprovecharan la oportunidad para presionar a las autoridades egipcias para que hicieran progresos significativos en materias de derechos humanos. Estos señalaron que la COP 27 era una plataforma adecuada para promover la participación segura, significativa y efectiva de los actores de la sociedad civil egipcia y no egipcia en el país.

### 2024: COP 29 / CMP 19 /CMA 6, Bakú, Azerbaiyán
La Conferencia de las Naciones Unidas sobre el Cambio Climático de 2024, también llamada COP29, es la 29.ª conferencia de las Naciones Unidas sobre el Cambio Climático, desarrollada entre el 11 y el 22 de noviembre de 2024, en la ciudad de Bakú, capital de Azerbaiyán. El lugar de la Cumbre fue anunciado por la ONU del 11 de diciembre de 2023.
La decisión sobre quién acogería la COP29 se había retrasado después de que Rusia prometiese vetar cualquier candidatura de un país de la Unión Europea, en repuesta a las sanciones a Moscú por su invasión de Ucrania.
Esta conferencia fue la primera en el territorio postsoviético.  El Talibán asistirá a una conferencia climática de la ONU por primera vez desde que tomaron el poder en Afganistán en 2021.La COP29 concluye con un acuerdo de 300.000 millones de dólares anuales para los países en desarrollo.Los países en desarrollo, que habían solicitado más de un billón de dólares de ayuda, calificaron el acuerdo de “insulto” y afirmaron que no proporciona el apoyo fundamental que necesitan para afrontar con eficacia la crisis.

### 2025: COP 30 / CMP 20 /CMA 7, Belém, Brasil
La Conferencia de las Naciones Unidas sobre el Cambio Climático de 2025, también llamada COP30, es la 30ª conferencia de las Naciones Unidas sobre el Cambio Climático, prevista para noviembre de 2025, en el desactivado Aeropuerto Brigadeiro Protásio Oliveira, en la ciudad de Belém, en Pará, según anuncio de la ONU del 18 de mayo de 2023.

## Controversias

### Hostigamiento sexual
Delegadas a las conferencias de las Naciones Unidas sobre el cambio climático se han quejado de hostigamiento, acoso moral, y abuso sexual en las conferencias.  Según las víctimas, múltiples veces hubo varones quienes les intimidaron u hostigaron; doce países protestaron.  Una delegada de un país del G20 dijo que hay un "problema cultural" en las conferencias de las NN.UU., en las cuales los "hombres se comportan peor."